# Francisco Caldeira Castelo Branco
Francisco Caldeira Castelo Branco (1566 - 1619) fue un capitán general portugués, fundador de la ciudad de Belém, actualmente capital del estado brasileño de Pará, el 12 de enero de 1616.

## Biografía
Francisco Caldeira Castelo Branco, nació en la localidad portuguesa de Castelo Branco, en 1566.
Fue Capitán General de la Capitanía del Río Grande (actual estado brasileño de Río Grande del Norte), desde 1612 hasta 1614, y de la capitanía de Bahía, desde 1615 hasta 1618. Mientras se desempeñaba en la guarnición de Pernambuco, fue enviado a Maranhão, con refuerzos a Jerônimo de Albuquerque, que luchó contra los franceses.
En 1615, después de la expulsión de los franceses, el gobernador de Maranhão, Alexandre de Moura, envió Francisco Caldeira con una expedición militar a Gran Pará, para expulsar a extranjeros (francés, neerlandés, Inglés).
Según un informe de Capistrano de Abreu, "partió el día de Navidad (diciembre 25, 1615), corriendo la costa, teniendo en sondeos, dando a fondo todas las noches, teniendo 'conhecenças' de la tierra, una distancia de ciento cincuenta millas"
El 12 de enero, Francisco Caldeira llegó en la ensenada de la bahía de Guajará, convocada por los Tupinambás de "Guaçu Paraná, donde construyó una fortaleza de madera, cubiertas con paja, que él llamó de "Presépio", que posteriormente fue a ser llamado "Forte do Castelo". En la colonia que se formó por el fuerte, le dio el nombre de "Feliz Lusitania - el embrión de la futura ciudad de Belém.
El gobierno de Francisco Caldeira, en la nueva colonia, fue considerado autoritario y de división, siendo destituido, en 1618, y enviado como prisionero a Lisboa, donde murió en una prisión.